# Rada Harcerzy Starszych
Niektóre z zamieszczonych tu informacji wymagają weryfikacji.
Dokładniejsze informacje o tym, co należy poprawić, być może znajdują się w dyskusji tego artykułu.
 Po wyeliminowaniu niedoskonałości należy usunąć szablon [[Szablon:Dopracować|]] z tego artykułu.

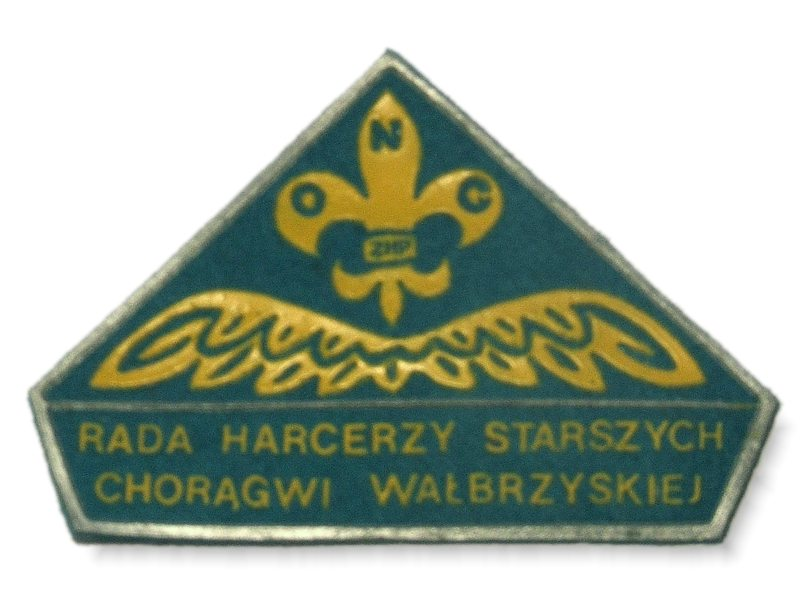
Emblemat wałbrzyskiej Rady Harcerzy Starszych, której symbolem był kaduceusz

Rady Harcerzy Starszych – ideowy ruch w pionie harcerstwa starszego powstały w Związku Harcerstwa Polskiego, na fali przemian społecznych na początku lat 80., będący próbą dokonania oddolnych zmian w działalności Związku. Opierał się na tworzeniu niezależnych (do pewnego stopnia) samorządów, grupujących młodych ludzi i drużyny starszoharcerskie na szczeblach hufca, chorągwi i Głównej Kwatery ZHP.

## Struktura
Rady Harcerzy Starszych mogły być tworzone na szczeblu hufca, chorągwi i Głównej Kwatery ZHP. Zgodnie z regulaminem na szczeblu hufca do RHS wchodzili przedstawiciele drużyn starszoharcerskich wybierani przez wszystkich członków drużyny. Rady hufców delegowały swoich przedstawicieli do chorągwianych RHS, a te z kolei do RHS przy GK ZHP. Regułą było wchodzenie w skład RHS-ów przedstawicieli komend – namiestników lub kierowników wydziałów starszoharcerskich. Brali oni udział w zbiórkach RHS jedynie z głosem doradczym.
Kadencje RHS-ów trwały jeden rok. Na szczeblu chorągwi kadencja rozpoczynała się od Chorągwianej Zbiórki Przedstawicieli Harcerzy Starszych (ChZPHS), na których wybierano przewodniczących i wiceprzewodniczących RHS oraz delegatów do RHS przy GK. Większość Rad Harcerzy Starszych pracowała w oparciu o własne regulaminy lub konstytucje. Niektóre posiadały również opracowaną obrzędowość i symbolikę. Na szczeblu centralnym co roku zwoływana była Ogólnopolska Zbiórka Przedstawicieli Harcerzy Starszych (OZPHS).
Dość rozbudowana struktura, kolejne szczeble zbiórek i wyborów były celowo wprowadzonym elementem działania RHS-ów. Jednym z podstawowych celów wyznaczonych RHS-om było edukowanie harcerzy starszych w dziedzinie zasad autentycznej demokracji. To dzięki nim do drużyn trafiał elementarz demokratyczny – zasady prowadzenia wyborów, głosowań, składania wniosków formalnych, różne sposoby prowadzenia dyskusji lub wypracowywania stanowisk, a także np. unikania manipulacji. W rzeczywistości społecznej lat osiemdziesiątych było to zjawiskiem unikatowym.

## Historia
Do powstania Rad Harcerzy Starszych przyczynili się m.in. instruktorzy skupieni wówczas w Szkole Harcerstwa Starszego „Perkoz” na uroczysku Waszeta koło Olsztynka, oraz Sztab Ofensywy Starszoharcerskiej ZHP – ewnement w skali tamtych lat – bo całkowicie społeczny zespół instruktorów o dość dużych prerogatywach. Ich gorącą zwolenniczką i mentorem była hm. Zofia Zakrzewska, naczelniczka ZHP w latach 1956–1964. Ruch rozwijał się dzięki organizowanym od 1983 r. Polowym Zbiórkom Harcerstwa Starszego oraz wielu nieformalnym spotkaniom organizowanym poza strukturami komend harcerskich.
RHS-y odegrały znaczącą rolę na kolejnych Zjazdach Związku, stanowiąc siłę nacisku na delegatów prezentujących nomenklaturowe układy w ówczesnym ZHP. Były źródłem powstawania nowych, nietuzinkowych programów metodycznych skierowanych do młodzieży harcerskiej i drużyn starszoharcerskich oraz często ośrodkiem skupiającym „niepokornych” członków Związku. Były też głównym oparciem dla Sztabu Ofensywy Starszoharcerskiej, który dość stanowczo wprowadzał reformę metodyki starszoharcerskiej, poprzez powrót do systemu stopni zbliżonego do systemu KIHAM, całkowity powrót do sprawności indywidualnych, przywrócenie znaków służby starszoharcerskiej i prawidłowej struktury drużyn starszych, zgodnych z metodyką skautową. Niewątpliwą zasługą Sztabu było przywrócenie harcerstwu literatury metodycznej porzuconej w okresie wprowadzania tzw. „nowego systemu” przez Jacka Kuronia i jego następców, oraz w latach HSPS i przypomnienie metodyki wędrowniczej z powodzeniem wprowadzanej przed wojną i po 1957 r.
Rada Harcerzy Starszych Chorągwi Bydgoskiej ZHP
Pierwszy skład ChRHS Chorągwi Bydgoskiej został powołany przez uczestników I Chorągwianej Zbiórki Harcerstwa Starszego, która odbyła się (1982 r.) w Janowcu Wlkp. (dawne woj. bydgoskie) i była połączona z zakończeniem Harcerskiego Rajdu Piastowskiego. Patronem Rady był ówczesny Kierownik Referatu Starszoharcerskiego KCh dh. hm. Ryszard Kiżewski. Kolejne zbiórki odbywały się w Funcek. Chojnic i Bydgoszczy....
Rada Harcerzy Starszych Chorągwi Rzeszowskiej ZHP
Pierwsza ChRHS została powołana w czasie I Chorągwianej Polowej Zbiórki Harcerstwa Starszego która odbyła się w dniach 19-21.09.1986 r. w Kolbuszowej. Pierwszym Namiestnikiem ChRHS został dh pwd. Ryszard Kozioł Kierownik Referatu Starszoharcerskiego KH w Sokołowie Małopolskim.